# Kekulé (cráter)

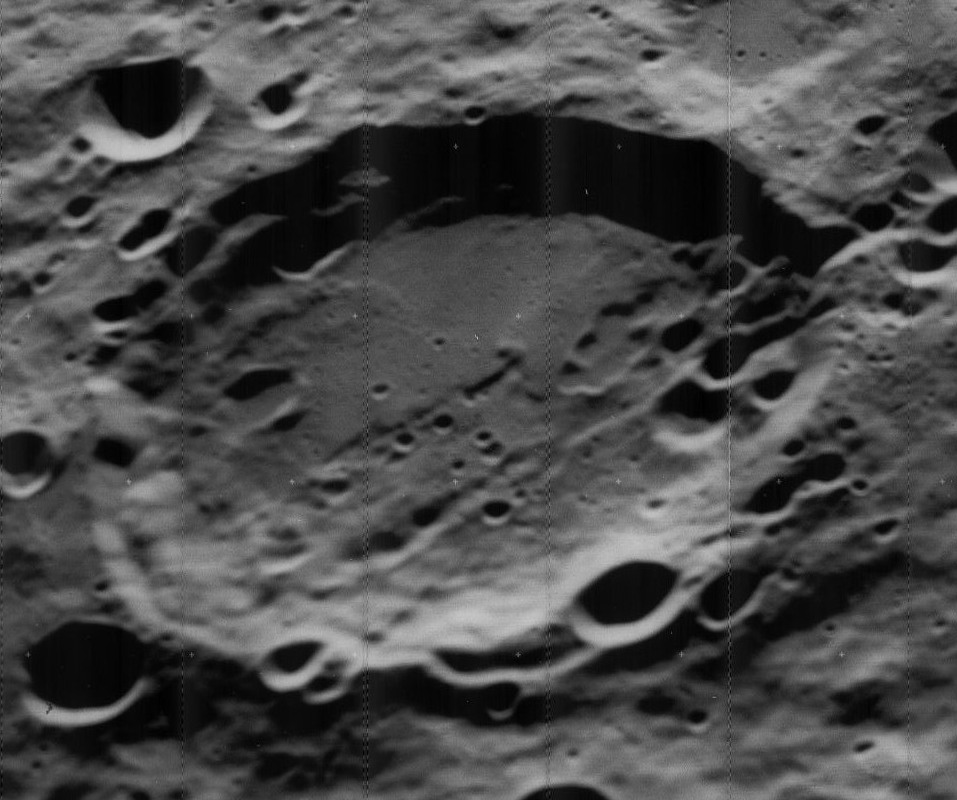
Imagen oblicua de la misión Lunar Orbiter 5

Kekulé es un cráter de impacto situado en la cara oculta del Luna, justo al oeste-suroeste del cráter más grande Poynting, en el borde de la falda de materiales eyectados que rodean la llanura amurallada de Hertzsprung al sureste.
|  |

El borde exterior de Kekulé muestra cierta degradación debido a la erosión de otros impactos, pero está en su mayor parte intacto. El brocal es aproximadamente circular, con el mayor desgaste en el borde noreste. Allí un pequeño cráter aparece sobre el contorno. El suelo interior es relativamente plano, sin pico central, pero con algunas irregularidades en la superficie en la mitad noreste y en el borde sur. Numerosos cráteres minúsculos perforan su interior, con la presencia de otro par de pequeños cráteres en la pared interior norte.

## Cráteres satélite
Por convención estos elementos son identificados en los mapas lunares poniendo la letra en el lado del punto medio del cráter que está más cercano a Kekulé.
|        | \| Kekulé \| Coordenadas \| Diámetro \| \| ------ \| ------------------------------- \| -------- \| \| K \| 13°54′N 135°48′O / 13.9, -135.8 \| 16 km \| \| M \| 12°12′N 137°24′O / 12.2, -137.4 \| 19 km \| \| S \| 15°24′N 143°00′O / 15.4, -143.0 \| 21 km \| \| V \| 18°24′N 142°00′O / 18.4, -142.0 \| 67 km \| |          |
| Kekulé | Coordenadas | Diámetro |
| K      | 13°54′N 135°48′O / 13.9, -135.8 | 16 km    |
| M      | 12°12′N 137°24′O / 12.2, -137.4 | 19 km    |
| S      | 15°24′N 143°00′O / 15.4, -143.0 | 21 km    |
| V      | 18°24′N 142°00′O / 18.4, -142.0 | 67 km    |